# Utaskísérő

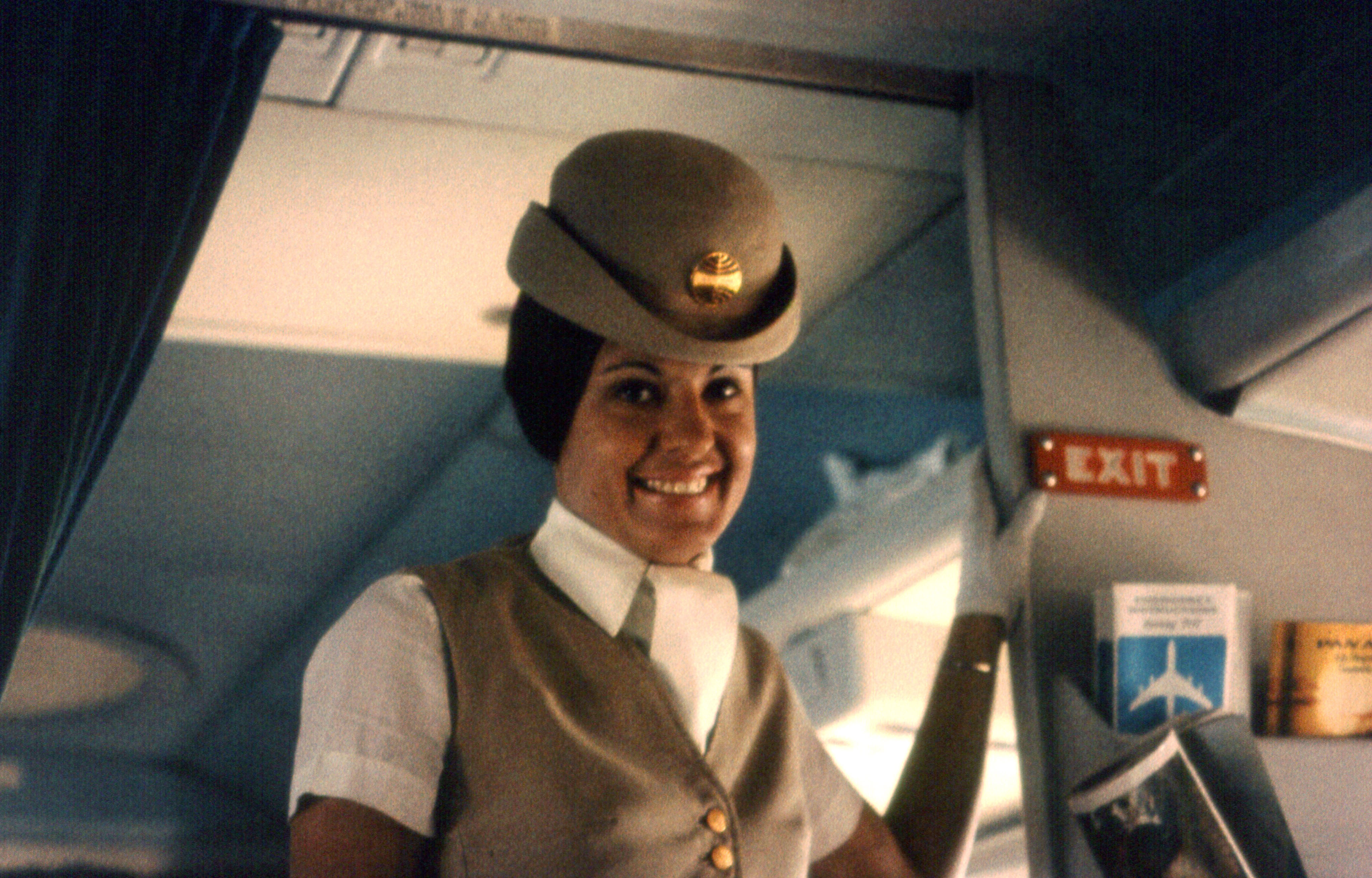
Az amerikai Pan Am légitársaság utaskísérője az 1970-es években

Az utaskísérő vagy légikísérő (hagyományos angol elnevezésük steward (férfi), ill. stewardess (nő), napjainkban flight attendant vagy cabin crew) olyan személy, akit a légitársaságok a repülőgépek fedélzetén alkalmaznak és fő feladata, hogy biztosítsa az utasok biztonságát, illetve másodsorban gondoskodjék az utasok komfortérzetéről polgári légijáratokon.

## Történetük
A légi utaskísérők elődei hasonló szerepet töltöttek be az utasszállító hajókon, illetve a nagyobb távolságokra indított vasúti járatokon. Szerepük annyiban különbözik a repülőjáratokon, hogy sokkal inkább össze vannak zárva az utasokkal, ezért szorosabb kapcsolat alakul ki közöttük. Ehhez jön még hozzá, hogy a légi utaskísérők feladatai közé tartozik az utasbiztonság is, ami a szárazföldi vagy tengeri utasszállításhoz képest jelentős eltérés.
Az első légi utaskísérő feltehetően egy férfi volt, aki a német LZ10 Schwaben léghajó fedélzetén dolgozott 1911-ben.
Az angol megnevezést (steward és stewardess) először a tengerhajózásban alkalmazták hasonló szerepkört betöltő személyzet megnevezésére. A polgári repülésben először az 1920-as években tűntek fel, a brit Imperial Airways alkalmazott először cabin boy-okat. Az Egyesült Államokban a Stout Airways alkalmazott utaskísérőket 1926-ban és 1928-ban a Western Airlines és a Pan American World Airways (később Pan Am) alkalmazta az utaskísérőket étel felszolgálására.
Az első női utaskísérő a 25 éves, ápoló végzettségű Ellen Church volt, 1930-ban az United Airlines vette fel. Hamarosan a többi légitársaság is ápoló végzettségű nőket kezdett alkalmazni, később, a II. világháború kitörésével ezt a követelményt már nem vették figyelembe.
1962-ben XXIII. János pápa egy 12. században élt szentet, Szent Bonát nevezte ki a légi utaskísérők védőszentjének (Szt. Bona Pisa környékén élő apáca volt, aki a zarándokokat ápolta).

## Feladataik

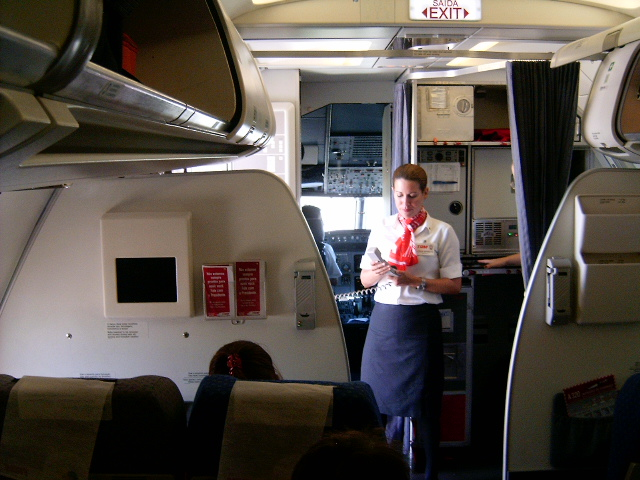
A TAM Linhas Aéreas egyik utaskísérője a fedélzeti hangosbemondó használata előtt

Az utaskísérők elsődleges feladata a légi utasok biztonságáról való gondoskodás.
Másodlagos feladatuk az utasok kényelmének biztosítása, amennyiben ez nem hátráltatja más feladatuk végrehajtását vagy a repülés biztonságát. Az utasok ennek ellenére időnként légi kiszolgálószemélyzetnek vagy pincéreknek tartják, mivel az utaskísérők által végrehajtott, a repülés biztonságát szolgáló feladatokat általában az utasok elől rejtve végzik.
A légi utaskísérők számát ennek megfelelően nemzetközi szabályozások határozzák meg: 19 utashely alatt nincs szükség utaskísérőre, ezen felül, minden 50 utashely után 1 utaskísérőnek kell a fedélzeten lenni.

### Biztonság

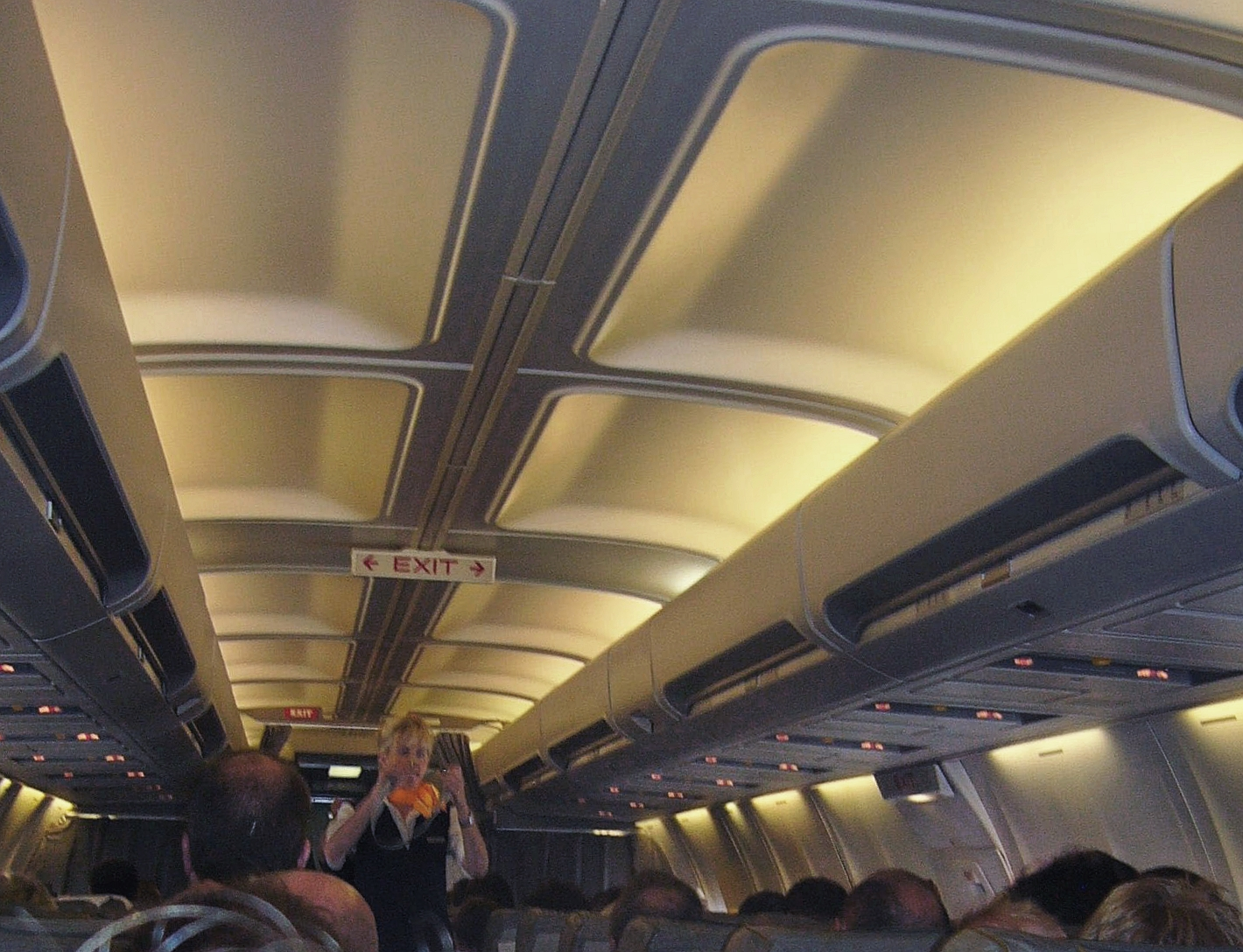
A Lufthansa utaskísérői a felszállás előtti biztonsági bemutatót hajtják végre

Az utaskísérők legtöbb feladata a repülés biztonságához kapcsolódik. A felszállás előtt a pilótával és a személyzettel áttekintik a biztonsági ellenőrzőlistákat, a különleges figyelmet igénylő utasok listáját, megbeszélik a repülés során várható időjárást (pl. ha erős turbulencia várható), illetve ellenőrzik, hogy a biztonsági felszerelések hiánytalanul megvannak-e. Az üzemanyag-feltöltés közben a kabinban ellenőrzik, hogy nem érezhető-e a kerozin szaga a kabinban, beszálláskor segítenek az utasoknak megtalálni a helyüket és eltenni a csomagjaikat. Miután minden utas elfoglalta a helyét, bemutatják a repülőgép biztonsági berendezéseit, a vészkijáratokat, stb. Ezt követően biztosítják a kabint, vagyis meggyőződnek arról, hogy minden utas elfoglalta a helyét, becsatolta a biztonsági övet, felhajtotta az üléstámlát és a tálcát, illetve kikapcsolta az elektromos berendezéseket.
A repülés során 20-30 percenként végig kell vizsgálniuk a kabint, különösen az éjszakai repülések során ellenőrizni az utasokat, illetve figyelni bármilyen furcsa zajt. A fedélzeti mosdót is rendszeresen ellenőrizni kell, hogy valaki nem szorult-e be, vagy nem hatástalanította a füstérzékelőt és kezdett dohányozni. Az utasok jelzéseire azonnal reagálniuk kell és turbulencia vagy bármilyen váratlan esemény során meg kell őket nyugtatni, erős turbulencia esetén minden felszerelést rögzíteniük kell.
A leszállás előtt minden felszerelést el kell rakniuk, a szemetet össze kell gyűjteniük, illetve szabaddá kell a vészkijáratokat tenni. A leszállás után a kijáratoknál maradnak és figyelik a kabint, illetve a leszálló utasokat, segítik a rászoruló utasokat.
Az utaskísérők általában alapos kiképzést kapnak, amely során minden elképzelhető vészhelyzetre adandó választ gyakorolnak, többek között azt is, hogy mi kell tenniük egy vérző orral, betegséggel, kisebb sérülésekkel, részeges vagy agresszív utasokkal. A szimulált vészhelyzetek közé tartozik a sikertelen felszállás, vészleszállás, füst a kabinban, a kabinnyomás csökkenése, vízreszállás, születés és halál a fedélzeten, illetve veszélyes v. robbanóanyagok kezelése. Napjainkban a képzés szerves része a terrorista támadásra való felkészítés is.

### Az utasok kényelme
A biztonsági feladatok után következik az utasok kényelmének biztosítása. Ennek legfontosabb része az ételek és italok előkészítése és felszolgálása, illetve árusítása. Az utaskísérők felelősek az utasok kényelmét biztosító tárgyak, mint pl. takarók, párnák, fülhallgatók, tisztasági csomagok, játékok, újságok kiosztásáért, illetve egyes járatokon a pizsamák kiosztásáért és az utasok ágyának előkészítéséért. Bizonyos járatokon nekik kell a vám- vagy bevándorlási nyomtatványokat is kiosztani és a kitöltött nyomtatványokat összeszedni.

### Inflight Service Manager, Cabin Service Manager
A nagyobb járatokon az Inflight Service Manager vagy Cabin Service Manager (a megnevezés légitársaságonként változhat) vezeti az utaskísérők tevékenységét, ők jelentik a pilótának, amikor a kabin készen áll a fel- és leszállásra, a hangosbemondón tájékoztatják az utasokat, illetve irányítják az ételek és italok felszolgálását. Általában ezek a személyek felelősek a repülőgép ajtajának üzemeltetéséért, a fedélzeti kasszáért, valamint a kötelező dokumentumokért. Ezt a pozíciót általában olyan utaskísérők tölthetik be, akiknek megvan a szükséges tapasztalata, illetve további képzéseken vettek részt.

## Képzés
Az utaskísérőket általában a légitársaság központjában képzik ki, a tanfolyamon időtartama 6 hét és 6 hónap között lehet. A képzés hangsúlya a biztonság, ezért kiemelt szerepet kap pl. az utasok irányítása vészleszállás esetén, a felfújható lépcsők-csúszdák használata, tűzoltás a kabinban, túlélés különféle környezetben (dzsungel, sivatag, sarkkör), elsősegélynyújtás, újraélesztés, a defibrillátor használata, teendők a kabinnyomás elvesztésekor, illetve a terrorista támadásokra való felkészítés.
Az Egyesült Államokban a Szövetségi Légügyi Hatóság (Federal Aviation Administration, FAA) megköveteli a 20-nál több utashellyel rendelkező járatokon dolgozó utaskísérőktől, hogy ún. Certificate of Demonstrated Proficiency igazolást szerezzenek, amely igazolja, hogy a szükséges képzést elvégezték és megfelelő jártasságra tettek szert a biztonsági tevékenységekben. Az igazolás nem csak egy légitársaságra érvényes, és nem kell megismételni, ha máshol akarnak dolgozni.
Számos intézmény szakosodott utaskísérők képzésére, amelyek nem tartoznak egyetlen légitársasághoz sem. Ezekben az intézményekben nemcsak a szükséges biztonsági ismereteket oktatják, de segítik a hallgatók elhelyezkedését is. Egyes iskolák valóságos körülmények között oktatják a hallgatókat, de a legtöbb szimulátorok segítségével végzi a képzést.

### Nyelvtudás
A többnyelvű utaskísérők általában igen keresettek a nemzetközi légitársaságoknál. Az angolon kívül, amely a polgári repülés alapvető nyelve, a legkeresettebb nyelvek a mandarin, a kantoni, a japán, a hindi, az arab, a francia, a német, a spanyol, a portugál, a filippínó, az indonéz és az olasz. A nemzetközi járatokat üzemeltető légitársaságok általában extra juttatásokat adnak a nyelvtudás után, illetve bizonyos járatokra meghatározott nyelvtudással vesznek csak fel utaskísérőket.

## Külső adottságok
A legtöbb légitársaságnál minimális testmagasságot követelnek meg az utaskísérőktől, ezzel biztosítva, hogy elérik a fej feletti tárolókban elhelyezett biztonsági berendezéseket és készülékeket. Ez általában 160 – 185 cm
Néhány légitársaság esztétikai szempontokat is figyelembe vesz az utaskísérők magasságának és testsúlyának meghatározásakor, illetve néhány regionális, kisebb repülőgépen magasságkorlátot is megállapíthatnak.
A testsúlynak általában arányosnak kell lenni az utaskísérő magasságával, a normálistól eltérő testtömegindexű személyek esetében megtagadhatják az engedély kiadását.

## Egyenruha és megjelenés

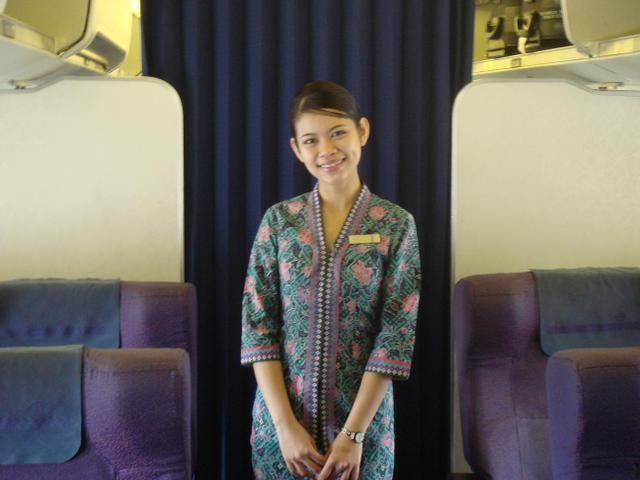
A Malaysia Airlines regionális járatának utaskísérője

Az első utaskísérők egyenruháját praktikusnak, tartósnak és az utasokban bizalmat ébresztőnek tervezték. Nem véletlen, hogy ezek meglehetősen hasonlítottak a korabeli ápolók egyenruhájára, illetve egyes légitársaságok egyenesen ápolóruhába öltöztették a kabinszemélyzetet.
Később, részben a polgári repülés katonai gyökereire utalva, az utaskísérők egyenruhája is nagy hasonlóságot mutatott a korabeli katonai egyenruhákkal: a sapka, a kabát és a szoknya egyenes szabással készült, illetve vállpántokkal és fényes gombokkal díszítettek. A legtöbb egyenruhának volt téli és nyári verziója, amelyeket a színek és az anyag különböztetett meg: pl. sötétkék télen, khaki nyáron. Ahogyan általánossá váltak a női utaskísérők és a légitársaságok rájöttek arra, hogy a kabinszemélyzet megjelenése fontos az légitársaság általános megítélése szempontjából, az 1930-as és 40-es években egyre inkább megjelentek a nőies szabású egyenruhák. Néhány légitársaság híres divatházakból vagy tervezőktől rendeltek meg az egyenruha-kollekciót. Ez alól a trend alól még a szovjet nemzeti légitársaság, az Aeroflot sem volt kivétel.
Az utaskísérőktől általában elvárják, hogy nagy gondot fordítsanak megjelenésükre. A női utaskísérők esetében elvárás a kozmetikumok használata és a rendezett frizura, a barátságos mosoly, illetve a férfiak esetében is követelmény a borotvált arc és legfeljebb vállig érő, rendezett haj. A légitársaságok általában elvárják, hogy az egyenruha viselése közben ne legyen látható tetoválás az utaskísérőkön, illetve semmilyen szokatlan ne legyen megjelenésükben.

## Szerepük a nyilvánosság előtt

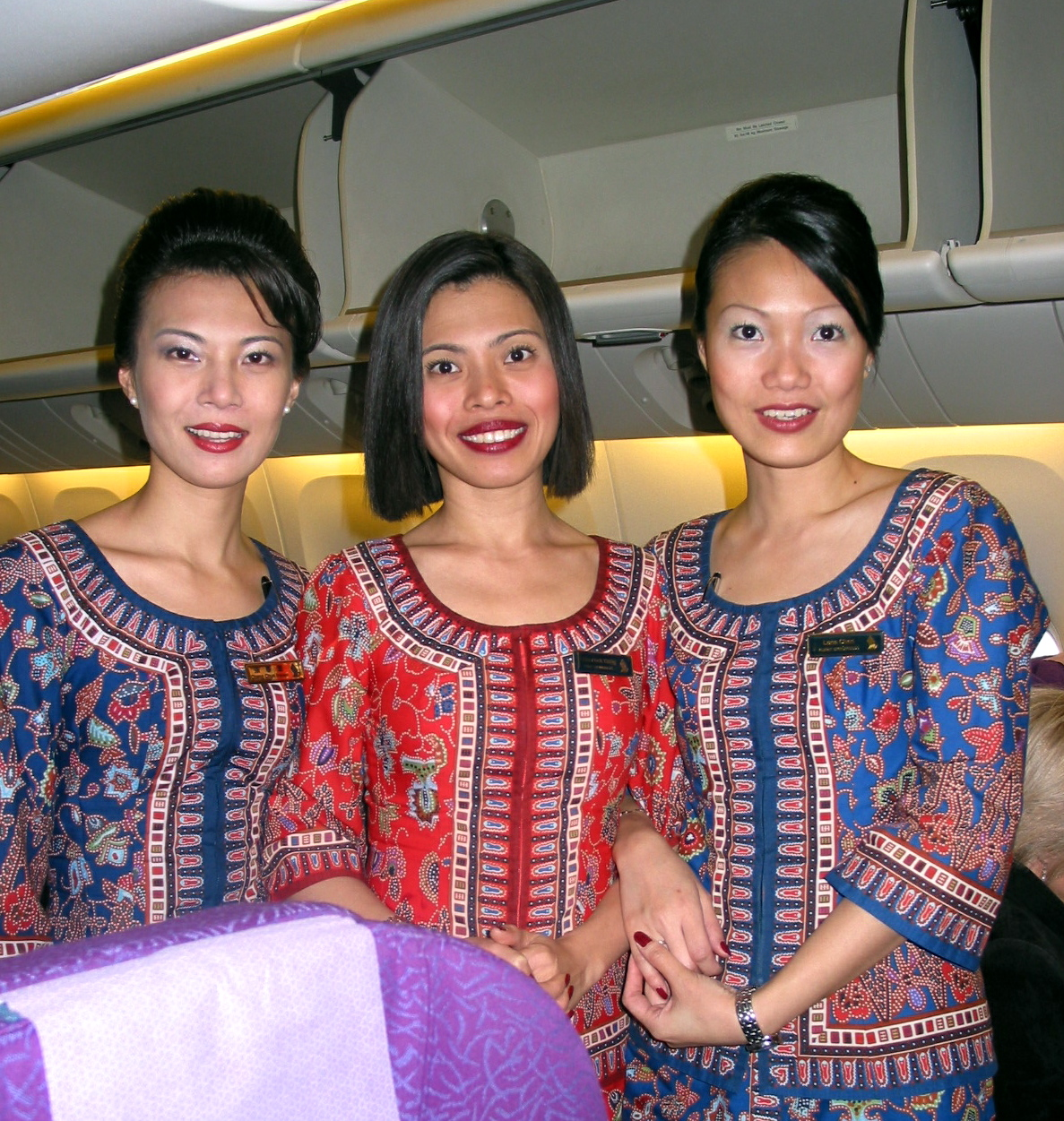
Három utaskísérő a Singapore Airlines egyik járatának fedélzetén

Az 1960-as és 1970-es évektől kezdve számos légitársaság hívta fel a figyeltem hirdetéseiben az utaskísérők csinos külsejére és barátságos viselkedésére. Az amerikai "National Airlines" indított egy kampányt "Fly Me" címmel, amelyben rendszerint ilyen szövegeket mondtak a csinos utaskísérők: "I'm Lorraine. Fly me to Orlando." (kb: "Lorraine vagyok. repíts el Orlandoba.)
A "Braniff International Airways" légitársaság hasonló kampányának címe "Air Strip" (vagyis "Légi vetkőzés" volt, angol szójáték az "airstrip" - kifutópálya szóra), amelyben hasonlóan vonzó, fiatal utaskísérők a levegőben váltottak egyenruhát.
Számos légitársaság követelményként szabta, hogy csak egyedülálló utaskísérőket alkalmaztak, rendszerint 30 vagy 32 éves kor alatt.
Napjainkban is él még ez a trend, a "Singapore Airlines" továbbra is szerepelteti csinos utakísérőit (a "Singapore girls") a hirdetéseiben. A légitársaság 1972-es létrehozásakor a francia Pierre Balmain divattervezőt alkalmazta az utaskísérők egyenruhájának megtervezésére, a hirdetésekben pedig a Singapore Girls a hagyományos ázsiai értékeket testesítik meg: gondoskodó, kedves, elegáns, higgadt és derűs.
Manapság már a legtöbb légitársaság repülőgépeinek korszerűségére, szolgáltatásaira vagy az utasok kényelmére fekteti a hangsúlyt, bár egyes prémium légitársaságok továbbra is kivételt képeznek.

## Fordítás
- Ez a szócikk részben vagy egészben  a   Flight attendant című angol Wikipédia-szócikk fordításán alapul.  Az eredeti cikk szerkesztőit annak laptörténete sorolja fel. Ez a jelzés csupán a megfogalmazás eredetét és a szerzői jogokat jelzi, nem szolgál a cikkben szereplő információk forrásmegjelöléseként.